# Złotokrety
Złotokrety (Chrysochlorinae) – podrodzina ssaków z rodziny złotokretowatych (Chrysochloridae).

## Występowanie
Podrodzina obejmuje gatunki występujące w Afryce.

## Systematyka
Do podrodziny należą następujące rodzaje:
- Carpitalpa Lundholm, 1955 – złotokretnik – jedynym przedstawicielem jest Carpitalpa arendsi Lundholm, 1955 – złotokretnik rodezyjski
- Chlorotalpa Roberts, 1924 – żółtokret
- Chrysochloris Lacépède, 1799 – złotokret
- Chrysospalax Gill, 1883 – złotoślepiec
- Cryptochloris Shortridge & Carter, 1938 – skrytokret
- Eremitalpa Roberts, 1924 – złotokretowiec – jedynym przedstawicielem jest Eremitalpa granti (Broom, 1907) – złotokretowiec pustynny